# Чемпіонат світу з трекових велоперегонів 2014 — командна гонка переслідування (жінки)
Змагання в командному спринті серед жінок на Чемпіонаті світу з трекових велоперегонів 2014 відбулись 27 лютого 2014. У них взяли участь 11 країн. Дві найшвидші у кваліфікації команди вийшли у фінал за золоті медалі, а ті, що посіли третє і четверте місця - за бронзові.

## Медалісти
| Золото | Велика Британія Лора Тротт Кеті Арчибальд Елінор Баркер Джоанна Роуселл |
| Срібло | Канада Лора Браун Джасмін Глессер Еллісон Беверидж Стефані Рурда        |
| Бронза | Австралія Аннетт Едмондсон Емі Кюр Мелісса Госкінс Ізабелла Кінг        |

## Результати

### Кваліфікація
Кваліфікація розпочалась о 13:30.
| Місце | Ім'я                                                                      | Країна          | Час      | Примітки |
| ----- | ------------------------------------------------------------------------- | --------------- | -------- | -------- |
| 1     | Лора Тротт Кеті Арчибальд Елінор Баркер Джоанна Роуселл                   | Велика Британія | 4:28.597 | Q        |
| 2     | Лора Браун Джасмін Глессер Еллісон Беверидж Стефані Рурда                 | Канада          | 4:30.721 | Q        |
| 3     | Аннетт Едмондсон Емі Кюр Мелісса Госкінс Ізабелла Кінг                    | Австралія       | 4:31.504 | Q        |
| 4     | Катаржина Павловська Малґоржата Войтира Євгенія Буяк Едіта Ясінська       | Польща          | 4:37.786 | Q        |
| 5     | Карі Гіггінс Лорен Тамайо Дженіфер Валенте Рут Віндер                     | США             | 4:39.026 |          |
| 6     | Хуан Дон Янь Цзін Ялі Ма Шаньшань Чжао Баофан                             | КНР             | 4:39.949 |          |
| 7     | Гульназ Бадикова Лідія Малахова Лідія Молічева Євгенія Романюта           | Росія           | 4:41.765 |          |
| 8     | Стефані Поль Міке Крьогер Ліза Кульмер Гудрун Шток                        | Німеччина       | 4:43.279 |          |
| 9     | Дженні Сальседо Валентіна Панягуа Джессіка Парра Лорена Варгас            | Колумбія        | 4:49.772 |          |
| 10    | Жольєн Д'Ор Келлі Дрютс Ельс Бельманс Лотте Копецкі                       | Бельгія         | 4:49.856 |          |
| 11    | Сімона Фраппорті Елена Чеккіні Марія Джулія Конфалоньєрі Марта Тальяферро | Італія          | 4:54.105 |          |

### Фінали
Фінали розпочались о 21:05.
| Місце                    | Ім'я                                                                | Країна          | Час      |
| ------------------------ | ------------------------------------------------------------------- | --------------- | -------- |
| Заїзд за золоту медаль   |                                                                     |                 |          |
| 1                        | Лора Тротт Кеті Арчибальд Елінор Баркер Джоанна Роуселл             | Велика Британія | 4:23.407 |
| 2                        | Лора Браун Джасмін Глессер Еллісон Беверидж Стефані Рурда           | Канада          | 4:24.696 |
| Заїзд за бронзову медаль |                                                                     |                 |          |
| 3                        | Аннетт Едмондсон Емі Кюр Мелісса Госкінс Ізабелла Кінг              | Австралія       |          |
| 4                        | Катаржина Павловська Малґоржата Войтира Євгенія Буяк Едіта Ясінська | Польща          | OVL      |